# Lucie Rébéré
Lucie Rébéré, née en 1986 à Lyon, est une actrice française, également metteuse en scène de théâtre.

## Biographie

### Enfance et formation
Lucie Rébéré nait en 1986 à Lyon.
Elle suit d'abord des cours d'art dramatique théoriques et pratiques en Classes préparatoires littéraires, khagne avec Catherine Nicolas puis à l'école Myriade sous la direction de Georges Montillier de la Comédie-Française. De 2009 à 2011, elle intègre le Conservatoire du 5e arrondissement de Paris avec Bruno Wacrenier. En 2011, elle fait un stage France Culture « Dans l'intime d'une fiction radiophonique » dirigé par Jacques Taroni et Claudine Galéa. En 2012, elle est élève en mise en scène au CNSAD avec Sandy Ouvrier. 

### Carrière
En 2012, elle joue dans une pièce d'Éric Assous, Les acteurs sont fatigués.
Elle joue ensuite dans des séries et téléfilms, comme Cherif et Disparue diffusées sur France 2, ou encore Les revenants diffusée sur Canal+. En 2015, elle intègre la distribution du feuilleton Plus belle la vie pour quelques mois, son personnage étant tué dans la série.
En 2016, après une semaine en immersion passée dans un collège de la Drôme, elle réalise la mise en scène de Cross, un texte sur le harcèlement scolaire commandé par la Comédie de Valence, écrit par Julie Rossello-Rochet, dont elle met en scène les pièces depuis 2011. En 2018, elle met ainsi en scène ATOMIC MAN, chant d’amour, écrite par Julie Rossello-Rochet, sur le thème de la virilité et le fait d'être un homme dans le monde d'aujourd'hui. Et, en 2022, elle met en scène Sarrazine, dans un spectacle soutenu par la Comédie de Valence, écrit par Julie Rossello-Rochet (qui obtient pour ce texte le Prix Godot des lycéens en 2020) et joué par Nelly Pulicani, qui raconte la vie d’Albertine Sarrazin, écrivaine morte à 29 ans.   
En 2024, elle met en scène Dernière frontière, une pièce adaptée du roman de Catherine Poulain, Le Grand Marin. Elle raconte l'histoire d'une jeune femme, Lili, jouée par Nelly Pulicani, qui part en Alaska pour exercer pendant dix années le métier de marin-pêcheur.  

## Filmographie

### Cinéma

#### Longs métrages
- 2012 : ALF de Jérôme Lescure : Chloé
- 2016 : Amis publics n°1 d'Édouard Pluvieux : Mireille

#### Courts métrages
- 2007 : La Mort de Socrate de Thibault Durand
- 2008 : Le Don de soi de Thibault Durand
- 2011 : Babouineries ordinaires de Jennifer Sampieri
- 2011 : Madame de Robin Plessy
- 2012 : Marchands de sable d'Arthur Môlard

### Télévision
- 2011 : La main passe de Thierry Petit : Cécile
- 2013 : Dos au mur de Pierre-Yves Touzot : Marion Templier
- 2014 : Cherif (épisode 2-08) de Pierric Gantelmi D'Ille : Émilie Delambre
- 2014 : Disparue de Charlotte Brandström : Pauline
- 2014-2015 : Les Revenants de Fabrice Gobert : Pauline
- 2015 : La Clinique du docteur H d'Olivier Barma : L'infirmière accueil
- 2015 : Plus belle la vie : Pauline Prieur
- 2015-2018 : Cassandre d'Éric Duret (6 épisodes): Audrey Roche
- 2015 : Petits secrets entre voisins (épisode Pour l'amour de l'art) : Cathy

### Publicités
- Disney Channel (France)
- Somfy
- Schneider Electric
- April
- Catalogue Fermob
- Aéroport de Lyon-Saint-Exupéry
- Coca-Cola
- Française des jeux
- Auchan

## Théâtre
- 2007 : Suzanne (Roland Fichet) - C. Vericel
- 2007 : Froidureux (Hervé Bauer) - Y. Dorison pour Le Printemps des poètes
- 2008 : Les tortues viennent toutes seules de Denise Bonal
- 2009 : La Petite Sirène (Andersen) - Jacqueline Bœuf
- 2009 : Une ligne d'enfer, Les Yeux grand ouverts (G. de Cagliari) - Sara Veyron
- 2009 : La Belle et la Bête - Gaston Richard
- 2011 : Les acteurs sont fatigués (Éric Assous) - Didier Caron
- 2013 : Édouard II (Christopher Marlowe) - Guillaume Fulconis

### Mises en scène
- 2009 : Les Acteurs de bonne foi de Marivaux, Conservatoire du Ve
- 2011 : Valse, d'après un texte de Julie Rossello-Rochet, festival Second Signe et Conservatoire du Ve
- 2012 : Duo, lorsqu'un oiseau se pose sur une toile blanche de Julie Rossello-Rochet
- 2013 : Du sang sur les roses de Julie Rossello-Rochet, Théâtre Kantor, Péril Jeunes Confluences Paris, Paris Jeunes Talents
- 2016 : Cross, ou la Fureur de vivre de Julie Rossello-Rochet, CDN Comédie de Valence, tournée itinérante
- 2018 : Atomic Man de Julie Rossello-Rochet
- 2019 : Sarrazine de Julie Rossello-Rochet
- 2024 : Dernière frontière, adaptation du roman de Catherine Poulain, Le Grand Marin (©édition de l'Olivier 2016)

## Radio
- Marathon (rôle de Florence Rey) - fictions radiophoniques Claudine Galéa / Jacques Taroni / France Culture

## Livres audios
- Voix pour le jeu vidéo Hunted: The Demon's Forge
- Bienvenue à Dunkerque, L'Abattoir dans la dune, Brèves de comptoir - Livres audios/Hemix éditions